# 피오
피오(P.O, 본명: 표지훈, 1993년 2월 2일~)는 대한민국의 래퍼이자 배우이며, 대한민국의 보이 그룹 블락비의 서브래퍼를 맡고 있다.
블락비로 데뷔 이전에 언더그라운드에서 "빅 보이"라는 이름으로 활동한 적이 있다. 2011년 4월 15일 블락비 싱글 앨범《Do You Wanna B?》로 정식 데뷔했다.

## 생애
피오는 고등학생 시절부터 친했던 친구들과 함께 극단소년이라는 연극단을 만들었다. 주로 대학로에서 연극을 올리고 직접 연극을 하기도 했고, 지금까지도 활동 중이다. 그리고 2011년 4월 15일에 블락비라는 아이돌 그룹으로 데뷔를 했다. 피오가 예능에서도 활동을 시작하게 되고, 피오는 2017년부터 예능에 본격적으로 나오며 예능 신입이라고 불렸었는데 예능 활동을 활발히 하며 예능 대세로 알려지게 되었다. 그가 출연한 예능 작품으로는 신서유기, 대탈출, 놀라운 토요일 등이 있다. 이러한 대중의 관심 집중으로 그는 광고와 드라마 계에도 발을 들이게 되었다. 그가 출연한 드라마로는 남자친구, 호텔 델루나, 마우스 등이 있다. 

## 학력
- 홍익대학교 사범대학 부속초등학교 (졸업)
- 중암중학교 (졸업)
- 한림연예예술고등학교 연예과(졸업)
- 글로벌사이버대학교 방송연예학과 (재학)

## 음반 활동
- 《NEW KIDS ON THE BLOCK》
- 《WELCOME TO THE BLOCK》
- 《WELCOME TO THE BLOCK》(리패키지)
- 《BLOCKBUSTER》
- 《VERY GOOD》
- 《JACKPOT》
- 《HER》
- 《BLOOMING PERIOD》
- 《YESTERDAY》
- 《MONTAGE》
- 《RE:MONTAGE》
- 《품행제로》 (유닛)
- 《WELCOME 2 BASTARZ》(유닛)
- 《I'm a mess》(유닛)
- 《MEN'Z night》 (솔로)
- 《TONY LIP》 (솔로)

## 작품 활동

### 영화
- 2023년 영화 《뉴 노멀》 ... 기진 역

### 고정출연
- 2019년 ~ 현재 tvN 《놀라운토요일 도레미 마켓》 - 고정출연
- 2018년 ~ 2021년 tvN 《대탈출》,《대탈출 시즌 2》,《대탈출 시즌 3》,《대탈출 시즌 4》 - 고정출연
- tvN 《신서유기》 - 고정출연 (시즌 5 ~ 시즌8)
- tvN 《마포 멋쟁이》-고정출연(송민호와 동반출연)
- 티빙《신서유기 스페셜 스프링 캠프》-고정출연

### 예능
- 2011년 MBC every1 《데스캠프 24시》
- 2012년 SBS MTV 《더 쇼 : 올 뉴 케이팝》 (2017년 4월 25일 ~ 2017년 10월 10일)
- 2014년 SBS 《패션왕 코리아 2》
- 2016년 온 스타일 《립스틱 프린스》
- 2017년 OLIVE 《요상한 식당》
- 2017년 온 스타일 《립스틱 프린스 2》
- 2017년 MBC 《발칙한 동거 - 빈방 있음》 (2017년 4월 14일 ~ 2018년 3월 23일)
- 2018년 tvN 《대탈출 시즌 1》 (2018년 7월 1일 ~ 2018년 9월 23일)
- 2018년 XtvN 《커버브라더스》
- 2018년 tvN 《신서유기 시즌 5》 (2018년 9월 30일 ~ 2018년 10월 28일)
- 2018년 tvN 《신서유기 시즌 6》 (2018년 10월 28일 ~ 2018년 12월 2일)
- 2019년 tvN 《대탈출 시즌 2》 (2019년 3월 17일 ~ 2019년 6월 9일)
- 2019년 tvN 《놀라운토요일》 도레미 마켓 (2019년 3월 30일 ~ 2022년4월16일)군대2년
- 2019년 tvN 《강식당 시즌2》 (2019년 5월 31일 ~ 2019년 7월 5일)
- 2019년 tvN 《강식당 시즌3》 (2019년 7월 5일 ~ 2019년 8월 2일)
- 2019년 KBS2 《썸바이벌 1+1》 (2019년 6월 26일 ~ 2019년 11월 20일)
- 2019년 tvN 《신서유기 시즌 7》 (2019년 10월 25일 ~ 2020년 1월 3일)
- 2020 tvN 《대탈출 시즌 3》 (2020년 3월 1일 ~ 2020년 6월 7일)
- 2020년 tvN 《신서유기 시즌 8》 (2020년 10월 9일 ~ 2020년 12월 18일)
- 2021 tvN 《대탈출 시즌 4》(2021년 7월 11일 ~ 2021년 10월 3일)
- 2023년 tvN 《놀라운토요일》(2023년 11월 11일 ~ 현재)

### 게스트
- 2009년 MBC every1 《무한걸스》 출연자
- 2013년 MBC 《세바퀴》 224회
- 2014년 KBS2 《유희열의 스케치북》 219회
- 2014년 SBS 《도전 1000곡》 297회
- 2016년 SBS 《동상이몽, 괜찮아 괜찮아》 40회
- 2016년 tvN 《문제적남자》 58회, 59회
- 2017년 SBS 《백종원의 3대천왕》 83회
- 2017년 MBC 《비밀 예능 연수원》
- 2017년 SBS 《마스터키 (텔레비전 프로그램)》 3회
- 2017년 tvN 《문제적남자》 135회
- 2018년 JTBC 《투유 프로젝트 - 슈가맨 》 시즌 2 - 18회
- 2018년 MBC 《선을 넘는 녀석들》 13,14,15,16회
- 2018년 MBC 《뜻밖의Q》 22회, 23회
- 2018년 tvN 《놀라운토요일》 33회
- 2018년 JTBC 《아이돌룸》 29회 특별출연
- 2019년 JTBC 《아는 형님》 162회
- 2019년 MBC 《황금어장 라디오스타》 600회
- 2019년 SBS 《가로채널》 12회 특별출연
- 2019년 tvN 《코미디빅리그》 300회 특별출연
- 2019년 KBS2 《대국민 토크쇼 안녕하세요》 405회
- 2019년 JTBC 《한끼줍쇼》 121회
- 2019년 tvN 《인생술집》 117회
- 2019년 KBS2 《해피투게더 (텔레비전 프로그램)》 24회 스페셜 MC
- 2019년 KBS2 《슈퍼맨이 돌아왔다》 272회
- 2019년 MBC 《황금어장 라디오스타》 616회 스페셜 MC
- 2019년 MBC 《복면가왕》 207회, 208회
- 2019년 KBS2 《해피투게더 (텔레비전 프로그램)》 52회 스페셜 MC
- 2019년 MBC 《전지적 참견 시점》 75회,76회
- 2019년 SBS 《미운 우리 새끼》162회
- 2019년 12월 29일 《MBC 연예대상》
- 2020년 4월 4일 JTBC 《아는 형님》 224회
- 2020년 9월 6일 JTBC 《뭉쳐야 찬다》 62회
- 2023년 11월 1일 유튜브 《소통의 神》
- 2023년 11월 11일 JTBC 《아는 형님》 408회
- 2024년 7월 7일 SBS 《런닝맨》712회
- 2024년 8월 15일 유튜브 《집대성》

### 광고
| 연도   | 광고명                                        |
| ------ | --------------------------------------------- |
| 2016년 | - 쥬씨                                        |
| 2017년 | - 유리카                                      |
| 2018년 | - 에비수                                      |
| 2019년 | - 호텔스컴바인                                |
| 2019년 | - 질스튜어트 스포츠 모델                      |
| 2019년 | - 롯데 칠성음료 레쓰비                        |
| 2019년 | - 서브웨이                                    |
| 2019년 | - 이니스프리 포레스트 포맨 올인원 에센스 모델 |
| 2019년 | - 네파 듀오 리버시블 다운 자켓 (피오패리스)   |
| 2020년 | - 롯데 크런키 광고 모델                       |
| 2020년 | - NFL옷 광고 모델                             |
| 2020년 | - 오뚜기 피슈또핫                             |
| 2020년 | - 큐원 상쾌한                                 |

### 드라마
| 년도                       | 방송사 | 제목                       | 역할이름 | 회차   |
| -------------------------- | ------ | -------------------------- | -------- | ------ |
| 2017년                     | SBS    | 월화드라마 《사랑의 온도》 | 강민호   | 40부작 |
| 2018년                     | MBN    | 수목드라마 《설렘주의보》  | 윤유준   | 16부작 |
| 2018년                     | tvN    | 수목드라마 《남자친구》    | 김진명   | 16부작 |
| 2019년                     | tvN    | 수목드라마 《남자친구》    | 김진명   | 16부작 |
| 토일드라마 《호텔 델루나》 | tvN    | 지현중                     | 16부작   |        |
| 2020년                     | JTBC   | 금토드라마《경우의 수》    | 진상혁   | 16부작 |
| 2021년                     | tvN    | 수목드라마《마우스》       | 신상     | 20부작 |
| 2024년                     | SBS    | 금토드라마 《굿파트너》    | 전은호   | 16부작 |

## 수상 내역

### 시상식
- 2012년 제20회 대한민국 문화연예대상 아이돌 신인가수상 (그룹)
- 2012년 소 러브드 어워즈 올해의 드라마 OST 상 (그룹)
- 2012년 소 러브드 어워즈 올해의 뮤직비디오상 (그룹)
- 2012년 소 러브드 어워즈 올해의 힙합부문상 (그룹)
- 2012년 소 러브드 어워즈 올해의 앨범상 (그룹)
- 2014년 제6회 멜론 뮤직 어워드 뮤직스타일상 댄스부문 (그룹)
- 2015년 가온차트 K-POP 어워드 올해의 발견상 핫트렌드부문 (그룹)
- 2016년 아시아 아티스트 어워즈 가수부문 베스트 스타상 (그룹)
- 2017년 MBC 방송연예대상 인기상 《발칙한 동거 - 빈방 있음》(개인)
- 2020년 2020 아시아 모델 어워즈 패셔니스타상 (개인)